# Michael Bates (Schauspieler)
Michael Bates (* 4. Dezember 1920 in Jhansi, Britisch-Indien; † 11. Januar 1978 in Cambridge, England) war ein britischer Schauspieler und Offizier.

## Leben
Bates wuchs in Indien auf, er sprach fließend Urdu. Er diente im Burmafeldzug während des Zweiten Weltkriegs als Offizier bei den Chindits hinter japanischen Linien. Nach dem Kriegsende spielte er bis 1947 am Connaught Theater, danach war er von 1948 bis 1953 Mitglied der Royal Shakespeare Company.
Während der 1970er Jahre wirkte er in Fernsehsendungen mit, zum Beispiel von 1973 bis 1975 in Last of the Summer Wine und von 1974 bis 1977 in It Ain’t Half Hot Mum. Zudem übernahm der für die britische Radiosendung The Navy Lark der BBC Sprechrollen.
Auch im Kino war Bates zu sehen. In dem biographischen Kriegsfilm Patton verkörperte er den britischen Oberbefehlshaber Bernard Montgomery, in Kubricks Filmversion von Uhrwerk Orange den Hauptwachtmeister. 1972 war er in dem Hitchcock-Klassiker Frenzy in einer Nebenrolle als ermittelnder Sergeant zu sehen.
Der Schauspieler blieb dem Theater jedoch weiterhin treu und wirkte unter anderem 1976 in der West-End-Produktion von Joe Ortons Loot als Inspektor Tuscott mit.
Als Bates an Krebs erkrankt war, nahm er keine weiteren Projekte mehr an, sondern konzentrierte sich auf seine Rolle in It Ain't Half Hot Mum.
Er erlag seiner Erkrankung schließlich im Alter von 57 Jahren.

## Filmografie (Auswahl)
- 1954: The Stratford Adventure (Kurzfilm)
- 1957: The Life of Henry V (Fernsehfilm)
- 1959: Junger Herr aus gutem Haus (I’m All Right Jack)
- 1963: Simon Templar (The Saint) (Gastauftritt)
- 1965: Cluff (Gastauftritt)
- 1968: Salz und Pfeffer (Salt and Pepper)
- 1968: ITV Playhouse (Gastauftritt)
- 1968: … unterm Holderbusch (Here We Go Round the Mulberry Bush)
- 1968: Der Mann mit dem Koffer (Man in a Suitcase) (Fernsehserie, 1 Folge)
- 1969: Luftschlacht um England (Battle of Britain)
- 1969: Oh! What a Lovely War
- 1970: The Engagement
- 1970: Haferbrei macht sexy (Every Home Should Have One)
- 1970: Patton – Rebell in Uniform (Patton)
- 1971: Six Dates with Barker (Gastauftritt)
- 1971: The Rivals of Sherlock Holmes (Gastauftritt)
- 1971: Uhrwerk Orange (A Clockwork Orange)
- 1972: Frenzy
- 1972: The Stone Tape
- 1973–1975: Last of the Summer Wine
- 1974–1977: It Ain’t Half Hot Mum
- 1977: Honey